# Val Rendena
Le val Rendena est une vallée de la région du Trentin-Haut-Adige dans la province du Trentin (Italie). La vallée, d'une longueur de 20 km, fait partie du Giudicarie. Les localités principales se nomment Spiazzo et Pinzolo. 

## Géographie
La vallée a été creusée par la rivière Sarca (Sarca di Val Genova, Sarca di Nambrone et Sarca di Campiglio) entre le massif de l'Adamello-Presanella à l'ouest et le massif de Brenta à l'est. Il commence au sud dans la frazione de Verdesina et se clôture au nord dans la commune de Carisolo où il bifurque vers l'ouest sous le nom de val Genova et vers l'est dans le val di Campiglio avec les vallées latérales : val Brenta, Vallesinella, val Agola et val Nambrone, jusqu'à la station de montagne renommée de Madonna di Campiglio.
Le val Rendena est la porte d'accès au parc naturel Adamello Brenta. 
Au niveau géologique, le val Rendena voit la coexistence de deux mondes rocheux : les Dolomites du massif de Brenta, avec des roches sédimentaires calcaires qui témoignent de la présence d'anciennes mers, et les roches magmatiques intrusives cristallines du massif de l'Adamello-Presanella, dont l'aspect ressemble fort au granite. 

## Organisation administrative
Le val Rendena est divisé au niveau administratif en 11 communes :
- Pinzolo ;
- Tre Ville ;
- Carisolo ;
- Giustino ;
- Massimeno
- Caderzone Terme ;
- Strembo ;
- Bocenago ;
- Spiazzo ;
- Pelugo ;
- Porte di Rendena.

## Histoire
Au Moyen Âge, le val Rendena tombe sous l'emprise de la principauté épiscopale de Trente. À partir de 1511, les principautés épiscopales de Trente et de Brixen (Bressanone) forment une confédération perpétuelle avec le comté princier de Tyrol sous le règne de la maison autrichienne de Habsbourg, tout en conservant leur autonomie. La principauté est sécularisée par le traité de Lunéville en 1801 et finalement rattachée au comté de Tyrol par le recès d'Empire en 1803. En 1805, le territoire est attribué au nouveau royaume de Bavière, puis, en 1810, au royaume d'Italie créé par Napoléon Ier. Lors du congrès de Vienne en 1814, il revient au comté de Tyrol qui fait partie de l'empire d'Autriche. Après la Première Guerre mondiale, le val Rendena est définitivement annexé à l'Italie en vertu du traité de Saint-Germain-en-Laye en 1919.

## Sport
Le val Rendena permet des ascensions de sommets majeurs, dont la cima Tosa, la cima d'Ambiez, le campanile Basso, la cima Presanella et la cima Brenta. Il y a aussi des via ferrata telles que le sentier Bocchete central dans le massif de Brenta et de nombreux sentiers de randonnée.
Le val Rendena est renommé pour ses stations de ski de Pinzolo et surtout Madonna di Campiglio. Elles possèdent de nombreuses remontées mécaniques et accueillent pendant l'hiver des compétitions de ski internationales (comme la Coupe du monde de ski alpin, 3-Tre ou Vertical Up).
Le val Rendena est également traversé par une large piste cyclable allant de Carisolo à Tione le long de la rivière Sarca. Cette piste cyclable, passant par Tione di Trento à Sesena, continue ensuite vers le lac Ponte Pià, en direction de Trente.